# Avenue Cardinal Micara
L'avenue Cardinal Micara est une rue bruxelloise de la commune d'Auderghem qui relie le carrefour Sainte-Anne au Putdael sur une longueur de 580 mètres.

## Historique et description
Peu après la Première Guerre mondiale, une partie du parc du château Madoux  fut lotie. La nouvelle avenue qui y apparut fut baptisée du nom de l'archevêque de Malines, le cardinal Mercier, qui était venu à Auderghem, en 1917, y inaugurer la chapelle Sainte-Anne restaurée.
Après sa mort, le 23 janvier 1926, la Ville de Bruxelles désirait donner ce nom à une voie de la capitale. Auderghem accepta de changer sa propre dénomination et la baptisa le 29 mai 1926 du nom du nonce apostolique (en) de l’époque, monseigneur Micara.
Le 30 juin 1950, sur demande du Ministre des Affaires étrangères, la commune changea le nom de la rue en avenue Cardinal Micara pour tenir compte de sa promotion au sein du clergé.
- Premier permis de bâtir délivré le 31 août 1928 pour le n° 75.